# Porella pinnata
Porella pinnata là một loài rêu trong họ Porellaceae. Loài này được L. mô tả khoa học đầu tiên năm 1753.